# Lost in Blue

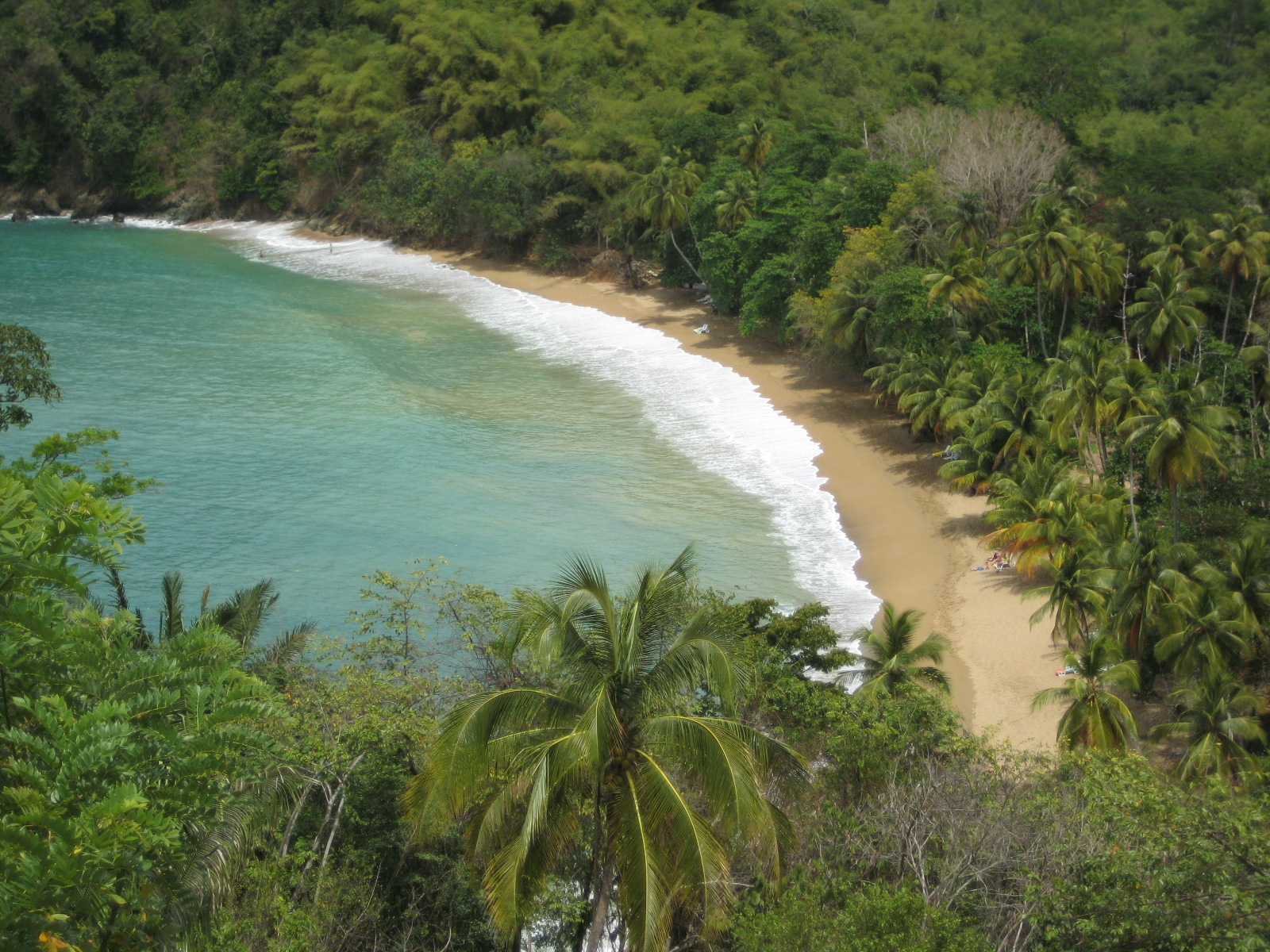
el juego se desarrolla en una isla tropical

Lost in Blue es un videojuego de estilo sandbox para Nintendo DS, es una continuación de Survival Kids de Konami. La trama sigue a dos adolescentes,  Keith y Skye, en su lucha por la supervivencia en una isla desierta. El jugador tiene que aprender a utilizar los recursos naturales de la isla para crear un hogar lejos de casa. La secuela, Lost in Blue 2, salió dos años más tarde y Lost in Blue 3, en 2007 en Japón.

## Modo de Juego
Lost in Blue  usa muchísimo la touchscreen y el micrófono. En la secuencia de hacer fuego, el jugador tiene que alternar pulsando L y R para hacer bastante fricción en la madera, y luego dar al DS micrófono para prender la fogata. La interfaz de pantalla táctil es utilizada para los menús y la isla puede ser explorada e interaccionada usándola.
La acción primaria del juego tiene lugar en la pantalla táctil, mientras la pantalla superior suele exhibir la salud de la pareja. Si la sed o energía llegan a cero, los puntos del personaje empezarán a fallar y puede morir. Es también posible perder stamina. Si el jugador pierde a Keith o a Skye, ha fracasado.
El protagonista primario del juego es Keith, quién debe dirigir Skye alrededor de la isla cogiéndola de la mano porque ella es muy miope. Al completar el juego, un "Skye Modo" es desbloqueado el cual deja al jugador jugar el juego entero desde la perspectiva de Skye. 

## Historia
Lost in Blue no es un juego lineal en su gameplay y sus finales múltiples proporcionan una historia diferente casi cada vez que jugamos. Los avances de historia llegan con la exploración de la isla. Pero algunos días no puedes explorar porque debes recoger comida, construir mobiliario, y más tareas.
La historia empieza con los protagonistas en un bonito barco cuándo una tormenta llega y les hunde. En el horror del naufragio, Skye se sube a un bote mientras Keith se sumerge y pierde la consciencia.
Keith despierta en la playa del lado del sur de la isla . Después de explorar su entorno,  encuentra refugio en una cueva. Al día siguiente, Keith cruza un río cercano y encuentra a Skye dormida cerca de su balsa, la cual está aparentemente perfecta. Después, Keith y Skye se conocen por primera vez y ella le dice que no puede ver muy bien porque ha perdido sus gafas. 
Los dos regresan a la cueva y la adecentan un poco. En los días siguientes, Keith introduce una rutina de dejar la cueva para explorar la isla y reunir alimentos y suministros, y Skye le ayuda a preparar la comida. Keith también lleva a Skye junto con él de vez en cuando cuándo encuentra un área de la isla que no puede atravesar él solo.
Durante sus exploraciones, Keith encuentra algunos ruinas antiguas en la isla con varios rompecabezas. Finalmente en el interior de un templo,  descubre que hay otras personas en la isla, pero son hostiles y hablan de matar a los intrusos. Keith decide espiarlos sigilosamente y descubre que tienen un barco. Regresa para contárselo a Skye.
Cuándo Keith regresa a la guarida de los hostiles,  descubre que están más vigilantes. También descubre un uniforme que puede utilizar como disfraz. Finalmente la pareja consigue huir y acaban en la civilización otra vez. El final varía según haya sido la relación de Keith con Skye.

## Recepción
El juego recibió "puntuaciones" medias según Metacritic.